# 6566 Shafter
A 6566 Shafter (ideiglenes jelöléssel 1992 UB2) a Naprendszer kisbolygóövében található aszteroida. Urata Takesi fedezte fel 1992. október 25-én.